# Notre-Dame-de-Sanilhac
Notre-Dame-de-Sanilhac foi uma comuna francesa na região administrativa da Nova Aquitânia, no departamento Dordonha. Estendia-se por uma área de 25,77 km². Em 2010 a comuna tinha 4 676 habitantes (densidade: 181,5 hab./km²).
Em 1 de janeiro de 2017, passou a formar parte da nova comuna de Sanilhac.